# NGC 6167
NGC 6167 (również OCL 971 lub ESO 226-SC16) – gromada otwarta znajdująca się w gwiazdozbiorze Węgielnicy. Odkrył ją James Dunlop 26 czerwca 1826 roku. Jest położona w odległości ok. 3,6 tys. lat świetlnych od Słońca.